# Championnat du Nord-Pas-de-Calais de cross-country
Le Championnat du Nord-Pas-de-Calais de cross-country est la compétition annuelle de cross-country désignant le champion du Nord-Pas-de-Calais de la discipline. Il est qualificatif pour les Interrégionaux Nord de cross-country.

## Palmarès cross long hommes
- 2001 : Djamel Bachiri
- 2002 : Djamel Bachiri
- 2003 : Serge Toson
- 2004 : Djamel Bachiri
- 2005 : Djamel Bachiri
- 2006 : Djamel Bachiri
- 2007 : Stéphane Chopin
- 2008 : Djamel Bachiri
- 2009 : Irba Lakhal
- 2010 : Irba Lakhal
- 2011 : Djamel Bachiri
- 2012 : Irba Lakhal
- 2013 : Djamel Bachiri
- 2014 : Djamel Bachiri
- 2015 : Romain Hesschentier
- 2016 : Djamel Bachiri
- 2017 : Hugo Hay

## Palmarès cross long femmes
- 2002 : Maria Martins
- 2004 : Zahia Dahmani
- 2005 : Zahia Dahmani
- 2006 : Zahia Dahmani
- 2007 : Constance Devillers
- 2008 : Constance Devillers
- 2009 : Stéphanie Legrand
- 2010 : Maryline Pellen
- 2011 : Maryline Pellen
- 2012 : Maryline Pellen
- 2013 : Caroline Cordier
- 2014 : Emilie Venza
- 2015 : Ludivine Lacroix
- 2016 : Lucie Jamsin
- 2017 : Fadouwa Ledhem